# 斯卡拉市镇
斯卡拉市镇（瑞典語：Skara kommun）是瑞典西部西约塔兰省的一个市镇。其治所位于斯卡拉。